# EA Phenomic
Az EA Phenomic videójáték-fejlesztő vállalat volt, mely főként valós idejű stratégiai játékokra specializálódott. Székhelye a németországi Ingelheimben volt. 1997-ben Volker Wertich, a Settlers sorozat atyja elhagyta a Blue Byte Software-t (mostanra Ubisoft Blue Byte), megalapította saját fejlesztő stúdióját, a Phenomic Game Developmentet. 
2006. augusztus 23-án az Electronic Arts felvásárolta a céget és innentől az EA Phenomic nevet használják.

## Kiadott játékaik
- Spellforce sorozat
  - SpellForce: The Order of Dawn (2004)
    - SpellForce: The Breath of Winter - Kiegészítő (2004)
    - SpellForce: Shadow of the Phoenix - Kiegészítő (2005)

  - SpellForce 2: Shadow Wars (2006)
    - Spellforce 2: Dragon Storm - Kiegészítő (2007)
    - Spellforce 2: Faith in Destiny - Kiegészítő (?)
- BattleForge (2009)
- Lord of Ultima (2010)
- Command & Conquer: Tiberium Alliances (2012)